# Du bist dran mit Frühstück
Du bist dran mit Frühstück ist eine vom Fernsehen der DDR produzierte Bühnen-Komödie von Filmregisseur Günter Stahnke aus dem Jahr 1975. In den Hauptrollen der schwarz-weiß-Produktion agieren Herbert Köfer, Walter Richter-Reinick, Helga Piur, Ingeborg Krabbe und Heinz Rennhack.

## Handlung
Egon Eckstein ist voller Vorfreude, denn er sieht in Kürze seinen alten Schulkameraden Reinhold Sabel nach vielen Jahren wieder. Seit seiner Pensionierung fühlte Egon sich nur noch einsam und nun und hofft, dass dies nun ein Ende hat. Vor einigen Tagen hatte er nämlich zufällig Reinhold wieder getroffen, der auf ihn ähnlich einsam wirkte. So hat Egon beschlossen, ihn bei sich aufzunehmen, damit sie sich eine gemeinsame Wohnung teilen können. Egons Nachbar Robert Witzmann, findet das keine gute Idee, schließlich war Egon immer seine Zufluchtsstätte, wenn es in seine Ehe mal kriselt, was relativ häufig vorkommt.
Reinhold kommt schließlich mit drei Koffern an, doch darüber hinaus folgt schon bald ein mittlerer Möbeltransport noch dazu, womit Egons kleine Wohnung ziemlich vollgestellt ist. Eigentlich hatte Egon seine Freund als eher bescheiden und unkompliziert in Erinnerung, doch dies zeigt sich in keiner Weise bei ihrem Aufeinandertreffen. Egons Optimismus weicht immer mehr dem ersten Frust. Reinhold fühlt sich als Gast und benimmt sich auch so. Alle Hausarbeiten lässt er am liebsten Egon allein machen und so ist es jeden Morgen ein ewiges Streitthema, wer jetzt mit dem Frühstück oder mit dem Saubermachen dran ist. Der ordnungsliebende Egon hat zudem so seine Probleme mit dem recht lockeren Lebensstil von Reinhold. Für Egons Nachbarin Gaby Rothe, hat er allerdings ein paar gute Tipps bereit, wie sie mit ihren 27 Jahren vielleicht doch mal einen Freund findet. Egons altbackene Einstellung war ihr bisher dabei nicht sehr hilfreich. Da Reinhold schon länger das Gefühl hat, dass Egon ihn gern wieder los wäre, lässt er sich von Gabi überreden auf Heiratsannoncen zu antworten, denn auch er hatte sich die Zweisamkeit anders vorgestellt.
So lädt Reinhold schon bald seine erste Kandidatin zu sich ein, was Egon sofort sabotiert. Während er sonst derjenige ist der schon morgens adrett am Frühstückstisch sitzt, lässt er sich nun gehen und denkt gar nicht daran, sich ordentlich zu benehmen. Als Reinholds Gast Rosel ankommt, stellt er ihr Egon als seinen verwirrten Mitbewohner dar. Rosel fühlt sich deshalb nicht so recht wohl und verlässt die Wohnung schon bald unverrichteter Dinge. Egon fühlt sich nun als Retter, weil er seinen Freund vor dieser Frau bewahrt hat. So richtig ernst war es Reinhold ja sowieso nicht und so hat diese Aktion dazu beigetragen, dass sich die beiden wieder vertragen. Allerdings hält es Egon für eine gute Idee, wenn sie vielleicht beide zusammen selber eine Annonce aufgeben, um ihre Männerwirtschaft zu beenden.

## Produktion
Der Film erlebte am 8. Juni 1975 im 1. Programm des Fernsehens der DDR seine Erstausstrahlung. Im November 2012 kam der Film bei Icestorm im Rahmen der Reihe DDR TV-Archiv auf DVD heraus.